# Leather Jackets
Leather Jackets – 20. studyjny album brytyjskiego piosenkarza i kompozytora Eltona Johna, nagrany w Sol Studios i wydany w 1986. Był to pierwszy album Anglika, który nie przyniósł żadnych hitów ani na listach w Ameryce, ani w Wielkiej Brytanii. W 2006 roku, Elton John powiedział, że jest to jego zdaniem najgorszy album z czasu całej kariery, podczas gdy Bernie Taupin twierdzi, że to The Big Picture zasługuje na to miano.
W utworze „Angeline”, gościnnie zagrali basista John Deacon i perkusista Roger Taylor z zespołu Queen.
Był to ostatni album studyjny Johna wypromowany przez Gusa Dudgeona.

## Lista utworów
1. „Leather Jackets” (John/Taupin) – 4:10
2. „Hoop of Fire” (John/Taupin) – 4:14
3. „Don't Trust That Woman” (Cher/Lady Choc Ice [Elton John!]) – 4:58
4. „Go It Alone” (John/Taupin) – 4:26
5. „Gypsy Heart” (John/Taupin) – 4:46
6. „Slow Rivers” (John/Taupin) /Duet with Cliff Richard/ – 3:06
7. „Heartache All Over the World” (John/Taupin) – 3:52
8. „Angeline” (John/Taupin/Carvell) – 3:24
9. „Memory of Love” (John/Gary Osborne) – 4:08
10. „Paris” (John/Taupin) – 3:58
11. „I Fall Apart” (John/Taupin) – 4:00

## Strony B
| Song                                     | Format                                        |
| ---------------------------------------- | --------------------------------------------- |
| „Highlander”                             | Heartache All Over the World 7" / 12” (US/UK) |
| „Heartache All Over the World (Megamix)” | Heartache All Over the World 12” (US/UK)      |
| „Billy and the Kids”                     | Slow Rivers 7" / 12"(UK)                      |
| „Lord of the Flies”                      | Slow Rivers 12” (UK)                          |

## Notowania
Album
| Year | Chart             | Position |
| ---- | ----------------- | -------- |
| 1986 | The Billboard 200 | 91       |

Heartache All Over the World
| Year | Chart                 | Position |
| ---- | --------------------- | -------- |
| 1986 | The Billboard Hot 100 | 55       |